# Sundasciurus hippurus
Sundasciurus hippurus es una especie de roedor de la familia Sciuridae.

## Distribución geográfica
Se encuentran en las islas de Borneo y Sumatra, y en la mitad sur de la península de Malaca (Brunéi y Malasia, Indonesia y sur de Tailandia).